# Internationale Türkisch-Olympiaden

Das Logo der Olympiaden

Die Internationalen Türkisch-Olympiaden (türkisch: Uluslararası Türkçe Olimpiyatları) finden seit 2003 jährlich statt. Teilnehmen können alle Menschen, deren Muttersprache nicht Türkisch ist. Für Muttersprachler gibt es eine eigene Kategorie. 

## Teilnahmevoraussetzungen
- Alter: 12 bis 19 Jahre (je nach Wettbewerbskategorie kann die Altersspanne variieren)
- keine vorhergehende Teilnahme an den Finalausscheidungen der Türkisch-Olympiade
- Die Bewerber in der Sprachkategorie Muttersprachler müssen ihren dauerhaften Wohnsitz seit mindestens fünf Jahren außerhalb der Türkei und zum Zeitpunkt der Wettbewerbe in dem Land haben, in dem sie sich für die Teilnahme beworben, haben

## Teildisziplinen

### Grundstufe / Nicht-Muttersprachler
- Konversation
- Aufsatz
- Sprachkenntnisse
- Liedvortrag
- Gedichtvortrag
- Präsentation
- Allgemeinwissen
- Besondere Fähigkeiten
- Volkstänze
- Lesewettbewerb
- Aufsatz (für Studierende)
- Länderstand

### Muttersprachler
- Aufsatz
- Gedichtvortrag
- Allgemeinwissen
- Liedvortrag (nur in Deutschland)

## 11. Internationale Türkisch-Olympiaden 2013
Die 11. Internationalen Türkisch-Olympiaden fanden vom 31. Mai bis 16. Juni 2013 statt.

## Auszeichnungen
Die 5. Internationalen Türkisch-Olympiaden wurden mit dem Europäischen Sprachpreis 2007 ausgezeichnet. Der Preis wurde vom damaligen europäischen Kommissar für Mehrsprachigkeit Leonard Orban übergeben.